# Canal de Ben Nghe
Le canal de Ben Nghe (vietnamien : Rạch Bến Nghé) est un canal de Hô Chi Minh-Ville au Vietnam,>.

## Présentation
Le canal Tau Hu-Ben Nghe fait plus de 22 km de long. Il part de la rivière de Saïgon jusqu'au canal Lo Gom en traversant les arrondissements 1, 4, 5, 6 et 8. 
La section traversant les districts 1 et 4 est également connue sous le nom de canal Ben Nghe, la section qui traverse les districts 5, 6 et 8 est appelée canal Tau Hu. 
Les routes qui longent le canal comprennent : les boulevards Vo Van Kiet, Ben Van Don, Ba Dinh et Ben Binh Dong